# Vestisches Gymnasium (Kirchhellen)
Das Vestische Gymnasium, gegründet als Staatliches Gymnasium Bottrop und ab 1986 in Bottrop-Kirchhellen (VGK), ist das jüngste der drei Bottroper Gymnasien.

## Geschichte

### Standort Bottrop
Das Gymnasium wurde 1966 als Staatliches Gymnasium Bottrop an der Sterkrader Straße in Bottrop gegründet.
Seit 1967 lautet der Schulname Vestisches Gymnasium Bottrop – Staatliches neusprachliches und mathematisch-naturwissenschaftliches Gymnasium. Die Schule ist seitdem als koedukative Schule auch für Mädchen offen. Der neue Name bezieht sich auf die frühere Zugehörigkeit Bottrops zum Vest Recklinghausen. 1969 wurde der Neubau an der Horster Straße bezogen (heutiges Gebäude der Janusz-Korczak-Gesamtschule). 1973 fand in der Zeit vom 18. bis zum 25. Mai wegen Lehrermangels ein Lehrerstreik statt. 1974 legten die ersten Schüler ihre Abiturprüfung ab und die bis dahin staatliche Schule ging in städtische Trägerschaft über.

### Standort Kirchhellen
1986 wurde erstmals ein fünfter Jahrgang am neuen Standort in Kirchhellen eingeschult. Nach fünf Jahren des Übergangs war 1991 der Umzug des Vestischen von Alt-Bottrop nach Kirchhellen, das erst 1976 nach Bottrop eingemeindet worden war, abgeschlossen. Nach der Übernahme des vorherigen Hauptschulgebäudes kam 1993 ein neugebauter Erweiterungsbau dazu.
Am 20. September 2017 wurde das VGK offiziell als Schule ohne Rassismus - Schule mit Courage ernannt. Deshalb besuchte der damalige nordrhein-westfälische Ministerpräsident Armin Laschet die Schule als Pate der Aktion.

## Personen

### Schulleiter
- 1966–1969: Wingolf Scherer
- 1969–1970: Heinrich Rammert (kommissarisch)
- 1970/71–1979: Hans Höhne
- 1979–1992: Hermann Beckmann
- 1992–1995: Wolfram Münzner
- 1995–2007: Annemarie Jancke
- 2007–2010: Iris Denkler
- 2010: Willi Westheide (kommissarisch)
- 2010–2019: Matthias Plaputta
- 2019–2020: Guido von Saint-George (kommissarisch)
- seit 2020: Dirk Willebrand

### Ehemalige Schüler
- Torsten Kyon (* 1959), Comiczeichner
- Wolfgang Spickermann (* 1959), Historiker
- Marcel Luthe (* 1977), Abgeordneter, Autor, Gewerkschafter.
- Kristina-Maria Peters (* 1985), Schauspielerin

## Unterricht
Als zweite Fremdsprache wird sowohl Latein als auch Französisch angeboten. Der Schwerpunkt des Unterrichts liegt auf musikalischen und künstlerischen Themen: So gibt es in der gesamten Erprobungsstufe die Fächer Musik und Kunst. Es wird katholische und evangelische Religion unterrichtet. Zusätzliche Kurse sind der Pädagogik- und der Philosophie-Kurs. Es werden Projektkurse aus allen drei Aufgabenbereichen angeboten.
Die Schule nutzt die Lernplattform Logineo LMS, auf die Lehrer Unterrichtsmaterial stellen können.
In den Eingangsklassen kann zwischen Freiarbeits- und Nicht-Freiarbeitsklassen (mit Ergänzungsunterricht in den Kernfächern sowie in Lern- und Arbeitstechniken) gewählt werden.
Seit 2009 bietet die Schule ein freiwilliges Ganztagsangebot, das durch Arbeitsgemeinschaften ergänzt wird.
Seit Sommer 2014 gibt es am Vestischen Gymnasium eine neue Stundentaktung. Statt der normalen 45 Minuten ist dort eine Unterrichtsstunde 67,5 Minuten lang.

## Veranstaltungen

### Ich-kann-was-Abend
Der Ich-kann-was-Abend findet seit 2001 jährlich statt. Hier können die Erprobungsstufenschüler ihr Können (Tanz, Singen, Sketche, Tricks etc.) zeigen. Der Abend findet im Kirchhellener Brauhaus statt.

### Sommerkonzert
Das Sommerkonzert ist für Schüler aller Klassenstufen gedacht, da der Ich-kann-was-Abend nur für Fünft- und Sechstklässler ist. Am Sommerkonzert treten sowohl Solisten als auch der Chor des VGK, jeweils begleitet von der Schul-Band, auf. Das Sommerkonzert findet immer an zwei aufeinanderfolgenden Abenden in der Woche vor den Sommerferien statt.